# Helietta puberula
Helietta puberula là một loài thực vật có hoa trong họ Cửu lý hương. Loài này được R.E.Fr. mô tả khoa học đầu tiên năm 1907.